# Все мои сыновья
«Все мои сыновья» (англ. All My Sons) — драма американского писателя Артура Миллера, принесшая ему первый настоящий успех в качестве театрального драматурга.

## История создания
В 1944 году на Бродвее провалилась пьеса Миллера «Исключительно везучий человек» (англ. The Man Who Had All the Luck). Следующие два года Миллер работал над пьесой, которая могла бы стать коммерчески успешной, даже пообещав себе бросить писать, если в этот раз не получится.
Основная линия пьесы была построена на реальных событиях. Свекровь Миллера обратила его внимание на газетную статью, в которой рассказывалось о сговоре компании Curtiss-Wright с армейскими чиновниками, в результате которого с 1941 по 1943 гг. для производства самолётов поставлялись бракованные детали. В 1944 году виновные предстали перед конгрессом США, а затем были осуждены за умышленное невыполнение своих должностных обязанностей.

## Действующие лица
- Джо Келлер — глава семьи, был оправдан по обвинению в поставке бракованных запчастей для Curtiss P-40.
- Кейт Келлер — супруга Джо.
- Крис Келлер — старший сын Джо и Кейт, во время Второй Мировой войны служил в Европе.
- Энн «Энни» Дивер — дочь Стива Дивера, бывшая невеста Ларри Келлера.
- Джордж Дивер — старший брат Энн, адвокат.
- доктор Джим Бэйлис — новый сосед Келлеров.
- Сью Бэйлис — супруга Джима.
- Фрэнк Лаби — сосед Келлеров, не служил в армии, поскольку всегда был на год старше призывного возраста.
- Лидия Лаби — супруга Фрэнка, бывшая возлюбленная Джорджа Дивера.
- Берт — соседский мальчик.

### Невидимые персонажи
- Ларри Келлер — младший сын Джо и Кейт Келлер, пропал во время сражения, предположительно разбился.
- Стив Дивер — отец Джорджа и Энн, во время действия пьесы отбывает заключение по обвинению в поставке бракованных запчастей.

## Сюжет
Запутанные отношения двух семей, предательство, ложь и самообман сплетаются в трагический клубок событий в течение одного воскресенья на заднем дворе дома семьи Келлер в небольшом американском городе. Несколько лет назад Джо Келлер был поставщиком армии США, но ошибка производства на его заводе привела к крушению 21 самолёта. Келлера и его партнёра Стива Дивера судили, Келлер был оправдан, заявляя, что Дивер отгрузил поврежденные запчасти без его ведома. Спустя 18 месяцев после суда в гости к сыну Джо Крису приезжает дочь Дивера Энн, чтобы выйти за него замуж. Когда-то Энн была влюблена в брата Криса Ларри, но он пропал в сражении три года назад. Мать Ларри и Криса всё ещё ждёт сына, отказываясь признавать его гибель. Неожиданно приезжает старший брат Энн, только что побывавший у отца в тюрьме, и теперь твердо уверенный в том, что Джо Келлер его подставил.

## Постановки

### Оригинальная постановка
Впервые «Все мои сыновья» была поставлена в 1947 году в театре Коронет, на сцене которого она продержалась два с половиной года и 328 спектаклей. Режиссёром постановки выступил Элиа Казан. Главные роли исполнили Эд Бегли (Джо Келлер), Бетт Меррилл (Кейт Келлер), Артур Кеннеди (Крис Келлер), Лоис Уиллер (Энн Дивер), Карл Молден (Джордж Дивер). Пьеса стала первым настоящим успехом Миллера на театральной сцене и принесла ему премию Тони. Казан также выиграл премию в номинации «Лучший режиссёр».

### Прочие постановки
- 1987 год — театр Джона Голдена, Бродвей, режиссёр Арвин Браун. Джо Келлер — Ричард Кили, Крис Келлер — Джейми Шеридан, Энн Дивер — Джейн Аткинсон.[5] Постановка получила Премию Тони за лучшую возобновлённую драму, Кили и Шеридан — номинации в категориях «Лучшая мужская роль в пьесе» и «Лучшая мужская роль второго плана в пьесе» соответственно.
- 2000 год — Королевский национальный театр (Коттеслое), Лондон, режиссёр Говард Дэвис (премия Лоренса Оливье и премия портала Whatsonstage.com). Джо Келлер — Джеймс Хазелдин, Кейт Келлер— Джули Уолтерс (премия Лоренса Оливье и премия портала Whatsonstage.com), Крис Келлер — Бен Дэниелс (премия Лоренса Оливье и премия портала Whatsonstage.com), Энн Дивер — Кэтрин Маккормак (номинация на премию Лоренса Оливье), Джордж Дивер — Чарльз Эдвардс, Фрэнк Лаби — Пол Риттер.[6]
- 2008 год — театр Геральда Шёнфелда, Бродвей, режиссёр Саймон Макберни. Джо Келлер — Джон Литгоу, Кейт Келлер— Дайан Уист, Крис Келлер — Патрик Уилсон, Энн Дивер — Кэти Холмс, Джордж Дивер — Кристиан Камарго[7].
- 2010 год — Аполло, Лондон, режиссёр Говард Дэвис. Джо Келлер — Дэвид Суше (номинация на премию Лоренса Оливье), Кейт Келлер— Зои Уонамейкер, Крис Келлер — Стивен Кэмпбелл Мур, Энн Дивер — Джемайма Рупер[8] Постановка была также номинирована на премию Лоренса Оливье в категории «Лучший возобновлённый спектакль».
- 2017 год — Национальный драматический театр имени Ивана Франко, режиссер Моисеев, Станислав Анатольевич, ассистент режиссёра Диана Штайн. Джо Келлер — Бенюк, Богдан Михайлович, Кейт Келлер — Полина Лазова, Крис Келлер — Иван Залуский.[9]
- 2019 год — American Airlines Theatre, Бродвей, режиссёр Джек О’Брайн. Джо Келлер — Трейси Леттс, Кейт Келлер— Аннетт Бенинг (номинация на премию Тони), Крис Келлер — Бенжамин Уокер.[10]
- 2019 год — Олд Вик (Лондон), режиссёр Джереми Херрин. Джо Келлер — Билл Пуллман, Кейт Келлер — Салли Филд, Крис Келлер — Колин Морган (номинация на Премию Лоренса Оливье), Энн Дивер — Дженна Коулман.[11]